# Supervitalin (TV igra)
Supervitalin je slovenska TV igra iz leta 1986, posneta po romanu Supervitalin pisatelja Damirja Feigla iz leta 1939.
K življenju obudijo samomorilca, ki se je ustrelil v prsi.

## Kritike
Vesna Marinčič (Delo) je zapisala, da tej komediji v tej televizijski zvrsti na slovenskem ni najti podobne. Zbujala ji je sočutje, ne pa smeha, in s svojo blagostjo jo je spominjala na film Tistega lepega dne. Spokojna in blagodejna fotografija ji je delovala staroangleško. Supervitalin je opisala kot nepomembno, naivno in neškodljivo »igrico«, ki je prej pridiga, kot pa kriminalka in pri kateri se tudi igralci ljubeznivo izživijo. Na začetku se ji je zdelo, da ne more steči (npr. dialog med inšpektorjem in policajem), ko pa Stane Lešnik prejme injekcijo, se po njenem vse sproži in tako razigra, da zdravnik s svojim resnim in zaskrbljenim obrazom ne sodi več zraven.

## Zasedba
- Igor Samobor: Stane Lešnik
- Zvone Hribar
- Judita Zidar
- Jurij Souček
- Brane Grubar
- Danilo Benedičič
- Mila Kačič
- Marko Derganc
- Dare Valič
- Boris Juh

## Ekipa
- fotografija: Slavo Vajt
- scenografija: Tomaž Marolt
- kostumografija: Marija Kobi
- maska: Hilda Jurečič